# Ferreira do Zêzere (freguesia)
Ferreira do Zêzere is een plaats (freguesia) in de Portugese gemeente Ferreira do Zêzere en telt 2156 inwoners (2001).